# بنما لويس
كان كارلوس «بنما» لويس (4 نوفمبر 1945-19 سبتمبر 2020) مدربًا أمريكيًا للملاكمة. أدين بالتلاعب بقفازات لويس ريستو بسبب معركته ضد بيلي كولينز جونيور في عام 1983، مما أدى في وقت لاحق إلى نهاية مسيرة كولينز في الملاكمة. عانى كولينز من الاكتئاب وربما انتحر بعد الاعتداء.

## بداية مسيرته المهنية
كان لويس تلميذا للمدرب تشيكي فيرارا. وكان لاعب الزوايا روبرتو دوران عندما خسر دوران قرارا بالإجماع ضد ويلفريد بينيتيز في عام 1982.
خلال أوائل الثمانينيات، كان يعتبر واحدا من أفضل المدربين في عصره، مقارنة بإيمانويل ستيوارد ولو دوفا. الملاكم الأكثر ملاحظة في إسطبله كان بطل الوزن الخفيف آرون بريور. في عام 1982، حارب بريور ألكسيس أرجيلو. قبل الجولة الرابعة عشرة، رفع رجل زاوية زجاجة مياه بلاستيكية، لكن كاميرات شوتايم أمسكت بلويس وهو يصرخ: «ليس تلك الزجاجة، تلك التي خلطتها». بريور أخرج أرجيلو، لكن تعليقات لويس غذت الشائعات بأن الزجاجة تحتوي على منشطات. وقال لويس انها تحتوي فقط بيرييه ومياه الصنبور، تمشيا مع القواعد التي تسمح الملاكمين لاستهلاك المياه فقط في الحلبة. على الرغم من أن لويس لم يعاقب رسميا، إلا أن الحادثة لطخت سمعته، وهو ما أكده غشه الذي اكتشف في معارك لاحقة.
وزعم في وقت لاحق في مقابلة مع الملاكم السابق لويس المدربين لويس ريستو في فيلم شوتايم الوثائقي الاعتداء في الحلبة، أن لويس كسر حبوب منع الحمل المستخدمة لعلاج الربو وصب الدواء في الماء، بإعطاء ريستو سعة الرئة الأكبر في الجولات اللاحقة من المعركة.

## خلاف ريستو كولينز
وقع الحادث الأكثر شهرة في مسيرة لويس المهنية في 16 يونيو 1983. مقاتل كان يدربه، لويس ريستو، كان يقاتل احتمال لم يهزم بيلي كولينز الابن في مباراة متلفزة من قبل العالم الواسع للرياضة في اي بي سي. المعركة كانت البطاقة السفلية للقتال بين روبرتو دوران وديفي مور.
فاز ريستو في قرار بالإجماع من 10 جولات على كولينز الدموية. بعد المعركة، جاء ريستو إلى زاوية كولينز لمصافحة والد كولينز ومدربه، بيلي الأب عندما أمسك بيلي الأب بيد ريستو، اكتشف أن قفازات ريستو كانت أرق من المعتاد. صرخ كولينز الأب بأنه يعتقد أن القفازات لا تحتوي على حشو، وطالب لجنة الملاكمة في ولاية نيويورك بحجز القفازات. ووجد التحقيق أن كل قفاز كان يفتقد أونصة من الحشو. كان هناك أيضا ثقب 0.75 بوصة في كف كل قفاز. عانى كولينز من تمزق في القزحية وعدم وضوح الرؤية بشكل دائم، مما أنهى مسيرته في الملاكمة.
وبعد تحقيق، قررت لجنة الملاكمة في ولاية نيويورك أن لويس عبث بالقفازات. في 1 يوليو 1983، ألغت الدولة رخصة لويس للملاكمة بشكل دائم. وبما أن معظم لجان الملاكمة الحكومية تحترم العقوبات التي فرضتها دول أخرى، فقد كان لهذا الإجراء تأثير منع لويس من القيام بدور رسمي آخر في مباراة أمريكية.
وفي تشرين الأول/أكتوبر 1986، حوكم لويس وريستو وأدينا بالاعتداء وحيازة سلاح جنائي (يد ريستو) والتآمر. كما أدين لويس بالتلاعب في مسابقة رياضية. واتهم الادعاء بأنه بما أن لويس تعمد إزالة الحشوة من قفازات ريستو، فإن المباراة مع كولينز ترقى إلى اعتداء غير قانوني. وحكم على لويس بالسجن ست سنوات، وعلى ريستو بالسجن ثلاث سنوات. أطلق سراح لويس من السجن في عام 1990.
توفي كولينز في 6 مارس 1984، عندما اصطدم بسيارته في مجرى مياه بالقرب من منزله في أنطاكية بولاية تينيسي. يعتقد الكثيرون أنه ربما انتحر لأنه لم يتمكن من مواصلة الملاكمة نتيجة لأعمال لويس وا ريستو.
بعد سنوات، خلال تصوير الفيلم الوثائقي «الاعتداء في الحلبة» عام 2009، اعترف ريستو بأنه كان يعرف أن لويس لم يعبث بالقفازات فحسب، بل لف لويس يدي ريستو أيضا بالجص الطبي الحديث. لويس الرطب المواد الجص واستخدامه كطبقة في يلتف يد ريستو، وزيادة بشكل غير قانوني قوته اللكم. وقال أيضا أن لويس قد اتخذت الحشو من قفازاته في مناسبتين أخريين على الأقل. وادعى ريستو أيضا أن المؤامرة تركزت حول رهان على مبلغ كبير من المال من قبل طرف ثالث الذي التقى لويس قبل المعركة.
حافظ لويس على براءته حتى وفاته ويدعي العديد من المدافعين عنه أن شخصا ما أزال الحشو بدلا من قفازات ريستو بعد المباراة. على سبيل المثال، ترك مسؤول في لجنة الملاكمة بولاية نيويورك القفازات في سيارته بعد استلامها من لجنة الملاكمة في الولاية. ومع ذلك، فإن هذا كذب من خلال صور وجه كولينز بعد المباراة. كان منتفخا بشدة، وشعر الكثيرون أنه من غير المحتمل أن يكون اللكم الخفيف مثل ريستو قد ألحق مثل هذا الضرر من تلقاء نفسه.
عندما واجهت ريستو والاعتداء في خاتم المخرج والمنتج اريك دراث، لويس نفى مرة أخرى أي مخالفات، وقال ان رجل الزاوية آرتي كيرلي الذي لف يدي ريستو. وقال لويس المهتاج أنه لو كان كيرلي على قيد الحياة اليوم، «لم يكن ليحدث له أي من هذا».

## روابط خارجية
- الاعتداء في الحلقة - الموقع الرسمي